# Rudbeckia auriculata
Rudbeckia auriculata là một loài thực vật có hoa trong họ Cúc. Loài này được (Perdue) Kral miêu tả khoa học đầu tiên năm 1975.